# Memorial Peppe Greco
Il Memorial Peppe Greco è una gara podistica maschile che si disputa annualmente a Scicli. Conosciuta anche come la 10 km di Scicli, è stata creata nel 1990 da Giovanni Voi. La corsa consiste in 10 giri di 1 km l'uno per le strade della città, che comprendono 300 m in salita sul selciato di Via Francesco Mormina Penna.
Dopo varie lunghezze provate nei primi 4 anni della gara, il percorso è stato standardizzato nel 1994. Il modicano Giorgio Adamo vinse le prime due edizioni, ma negli anni a seguire l'alto livello della competizione ha fatto sì che il Peppe Greco divenisse un luogo di incontro di alcuni fra i più importanti campioni e detentori di record mondiali, come Paul Tergat, Haile Gebrselassie e Kenenisa Bekele.
La competizione è stata creata in memoria di Peppe Greco, medico modicano morto in un incidente stradale. Diventò una gara internazionale a partire dal 1994 e divenne famosa dal 1995, quando Haile Gebrselassie e Paul Tergat approfittarono dell'evento per sfidarsi nuovamente.
Il record della gara è detenuto da Haile Gebrselassie, che ha completato il percorso in 28 minuti e 22 secondi. Una competizione femminile di 5 km è stata tenuta nel 2000 e nel 2001, e Merima Denboba è la detentrice del record con 16 minuti e 32 secondi.

## Vincitori

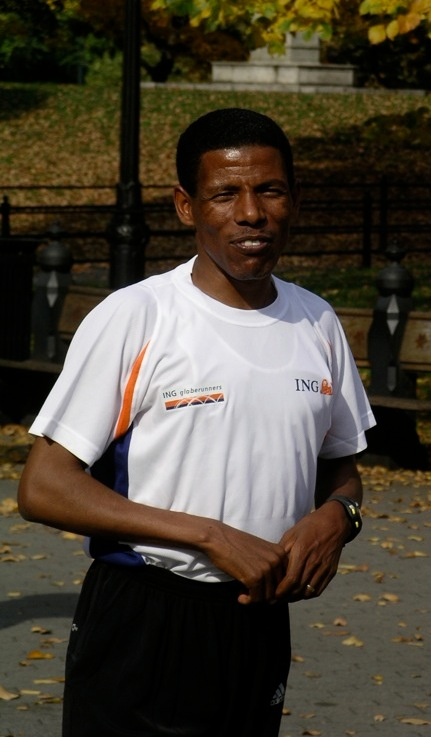
Il detentore del record maschile Haile Gebreselassie ha vinto la competizione 4 volte

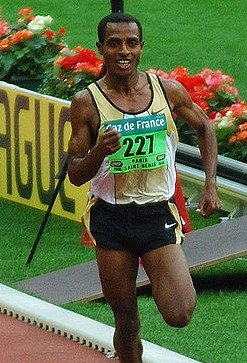
Kenenisa Bekele, il detentore del record mondiale dei 10000 m ha vinto l'edizione 2003

| Anno | Vincitore            | Nazionalità | Tempo (m:s)    |
| ---- | -------------------- | ----------- | -------------- |
| 1990 | Giorgio Adamo        | Italia      | 32:54          |
| 1991 | Giorgio Adamo        | Italia      | ?              |
| 1992 | Geri Interrante      | Italia      | 19:24 (6.5 km) |
| 1993 | Francesco Bennici    | Italia      | 23:24 (8.3 km) |
| 1994 | Paul Tergat          | Kenya       | ?              |
| 1995 | Haile Gebrselassie   | Etiopia     | 28:39          |
| 1996 | Haile Gebrselassie   | Etiopia     | 28:42          |
| 1997 | Haile Gebrselassie   | Etiopia     | 28:22 CR       |
| 1998 | Haile Gebrselassie   | Etiopia     | 28:59          |
| 1999 | Paul Tergat          | Kenya       | 29:31          |
| 2000 | Brahim Lahlafi       | Marocco     | 28:38          |
| 2001 | Hailu Mekonnen       | Etiopia     | 29:19          |
| 2002 | Charles Kamathi      | Kenya       | 28:31          |
| 2003 | Kenenisa Bekele      | Etiopia     | 28:50          |
| 2004 | Sileshi Sihine       | Etiopia     | 28:41          |
| 2005 | Stefano Baldini      | Italia      | 29:36          |
| 2006 | Martin Lel           | Kenya       | 28:45          |
| 2007 | Martin Lel           | Kenya       | 29:02          |
| 2008 | Edwin Soi            | Kenya       | 28:57          |
| 2009 | Edwin Soi            | Kenya       | 29:01          |
| 2010 | Edwin Soi            | Kenya       | 29:17          |
| 2011 | Imane Merga          | Etiopia     | 28:37          |
| 2012 | Hillary Kiprono Bii  | Kenya       | 29:23          |
| 2013 | Thomas James Lokomwa | Kenya       | 30:33          |
| 2014 | Silas Kirwa Ngetich  | Kenya       | 29:41          |
| 2015 | William Kibor        | Kenya       | 30:10          |
| 2016 | Koech Joash Kipruto  | Kenya       | 29:58          |
| 2017 | Yasin Haji Hayato    | Etiopia     | 30:07          |
| 2018 | Felicien Muhitira    | Ruanda      | 29:11          |
| 2019 | Worku Tadese         | Etiopia     | 28:58          |

| Anno | Vincitrice   | Nazionalità | Tempo (m:s) |
| ---- | ------------ | ----------- | ----------- |
| 2010 | Sylvia Kibet | Kenya       | 23:33       |
| 2011 | Sylvia Kibet | Kenya       | 24:35       |